# 新城郡 (楚国)
新城郡，先秦战国时期，楚国设置的郡，在今河南省伊川县一带。
新城郡本为韩国之地，后被楚国占领，楚怀王时（前328年—前299年）设置为新城郡。以地名新城为名，治所在新城（今河南省伊川县西南）。辖境相当今河南省伊川县一带。秦朝统一后，并入三川郡。